# Brtnička
Brtnička (německy Klein Pirnitz, Klein Pürnitz, do roku 1925 Brtničky) je obec v okrese Jihlava v Kraji Vysočina. Leží jihovýchodně od města Jihlavy. Žije zde 98 obyvatel.
Sousedními obcemi sídla jsou Opatov, Dlouhá Brtnice, Brtnice a Stonařov.

## Název
Název se vyvíjel od varianty Byrtnicz (1350), Birtnyczka (1360), Birtnicz (1366), Brtnyczky (1390), Birtnyczky (1447), Male Brtnicžky (1590), Klein Pirnitz (1678, 1720, 1751), Klein Pürnitz (1718), Klein Pirnitz a Mala Brtnička (1846), Klein Pirnitz a Brtnička (1872), Malá Brtnička (1881), Klein Pirnitz, Malá Brtnička a Brtnička (1893) až k podobám Kleinpirnitz a Brtnička v roce 1915. Místní jméno je zdrobnělinou k názvu Brtnice, znamená malou Brtnici. Místní jméno Brtnice je odvozeno od řeky Brtnice (potok tekoucí brťovým lesem – podle včelařů).

## Historie
Vesnici pravděpodobně založili obyvatelé Dlouhé Brtnice.
První písemná zmínka o vesnici pochází z roku 1349.

## Přírodní poměry
Nachází se 8,5 kilometru jihozápadně od Kněžic, 3,5 kilometru západně od Opatova, 4,5 kilometru severně od Hladova, 1,5 kilometru východně od Dlouhé Brtnice a sedm kilometrů jihovýchodně od Stonařova. Geomorfologicky je oblast součástí Křižanovské vrchoviny a jejího podcelku Brtnická vrchovina, v jehož rámci spadá pod geomorfologický okrsek Puklická pahorkatina. Průměrná nadmořská výška činí 597 metrů. Nejvyšší bod o nadmořské výšce 641 metrů se nachází severozápadně od Brtničky. Východní částí obce protéká Karlínský potok, na němž se jihozápadně od obce rozkládá rybník U Kumštárových.

## Obyvatelstvo
Podle sčítání 1930 zde žilo v 55 domech 264 obyvatel. 264 obyvatel se hlásilo k československé národnosti. Žilo zde 262 římských katolíků.
V roce 1850 žilo v Brtničce 294 obyvatel.
| Rok            | 1869 | 1880 | 1890 | 1900 | 1910 | 1921 | 1930 | 1950 | 1961 | 1970 | 1980 | 1991 | 2001 | 2011 | 2021 |
| -------------- | ---- | ---- | ---- | ---- | ---- | ---- | ---- | ---- | ---- | ---- | ---- | ---- | ---- | ---- | ---- |
| Počet obyvatel | 302  | 317  | 272  | 275  | 263  | 283  | 264  | 223  | 218  | 177  | 151  | 141  | 119  | 107  | 97   |
| Počet domů     | 50   | 52   | 52   | 54   | 57   | 55   | 55   | 54   | 52   | 47   | 44   | 47   | 50   | 54   | 54   |

## Obecní správa a politika
Obec se rozkládá na katastrálním území Brtnička a nečlení se na místní části či základní sídelní jednotky.
Osadou Opatova byla Brtnička do roku 1875. V roce 1949–1960 patřila k okresu Třešť, v letech 1961–2006 k okresu Třebíč. K 1. lednu 2007 byla obec převedena z okresu Třebíč do okresu Jihlava.

### Obecní symboly
Znak a vlajka byly obci uděleny rozhodnutím předsedy Poslanecké sněmovny Parlamentu České republiky dne 21. června 2018.

### Zastupitelstvo a starosta

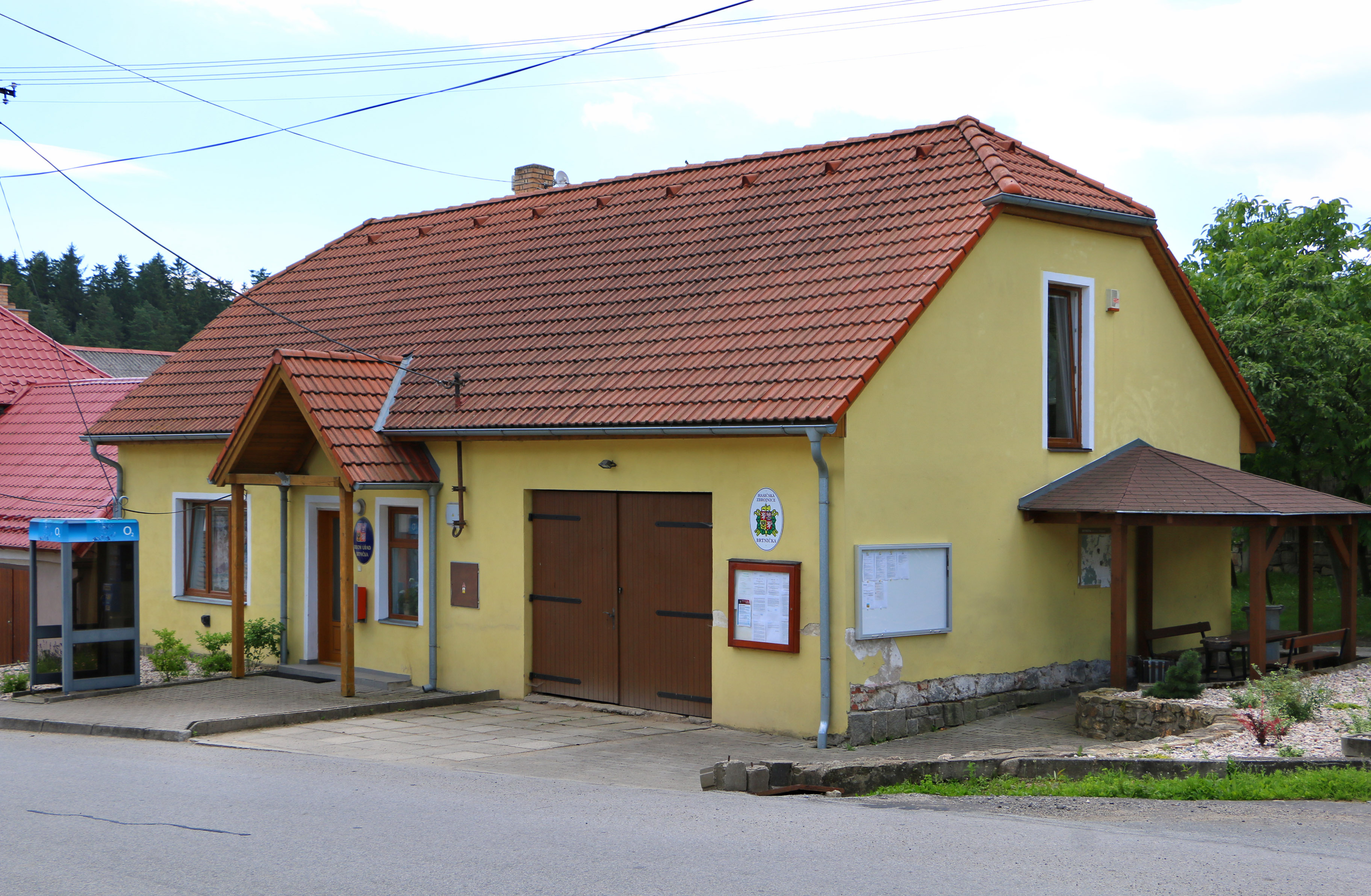
Obecní úřad

Obec má pětičlenné zastupitelstvo, v jehož čele stojí starosta Michal Sobotka.
| Období    | Voliči | Účast v % | Mandáty | Výsledky                          | Starosta              |
| --------- | ------ | --------- | ------- | --------------------------------- | --------------------- |
| 2010–2011 | 89     | 87,64     | 5       |                                   | Vladimíra Teichmanová |
| 2011–2014 | 89     | 84,27     | 5       | 3 SDRUŽENÍ OBČANŮ BRTNIČKY 2 HORA | Jan Janko             |
| 2014–2018 | 92     | 80,43     | 5       |                                   | Michal Sobotka        |

## Hospodářství a doprava
V obci sídlí firmy LAMNA s.r.o., VAKALON, s.r.o. a ELDREV, spol. s r.o. Dále pak truhlářství a prodejna potravin. Obcí prochází silnice III. třídy č. 4036. Dopravní obslužnost zajišťují dopravci ICOM transport a TRADO-BUS. Autobusy jezdí ve směrech Třešť, Opatov, Jihlava, Třebíč, Dlouhá Brtnice, Okříšky, Předín, Hrotovice a Moravské Budějovice. Obcí prochází cyklistická trasa č. 5216.

## Školství, kultura a sport
Místní děti dojíždějí do základní školy ve Stonařově. Sídlí zde knihovna.

## Pamětihodnosti
- Kaple zasvěcená Nejsvětějšímu Vykupiteli
- Obecní knihovna z roku 1888
- Škola zřízená roku 1888, od roku 1924 jednotřídní

## Galerie

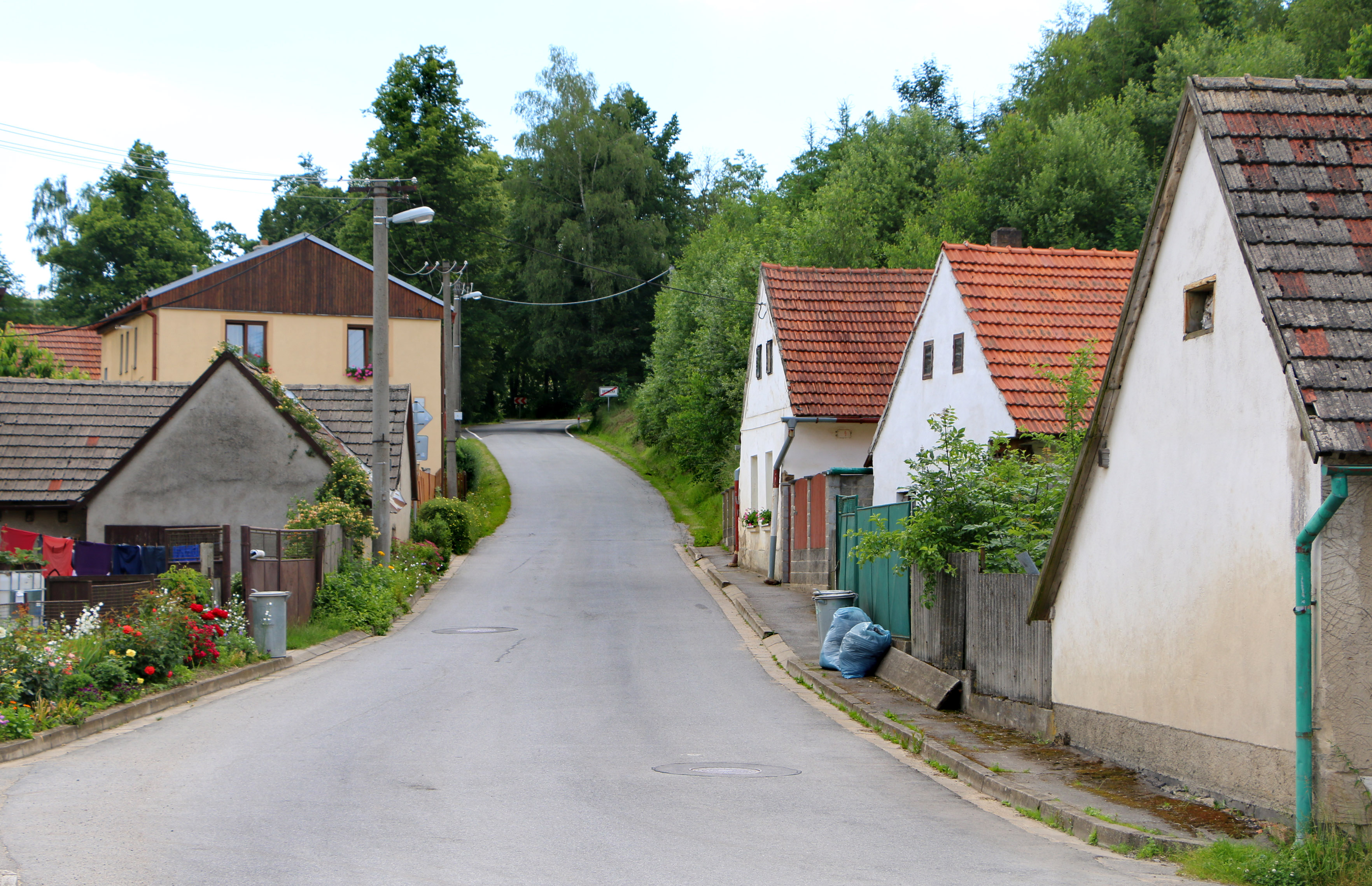
Silnice k Opatovu
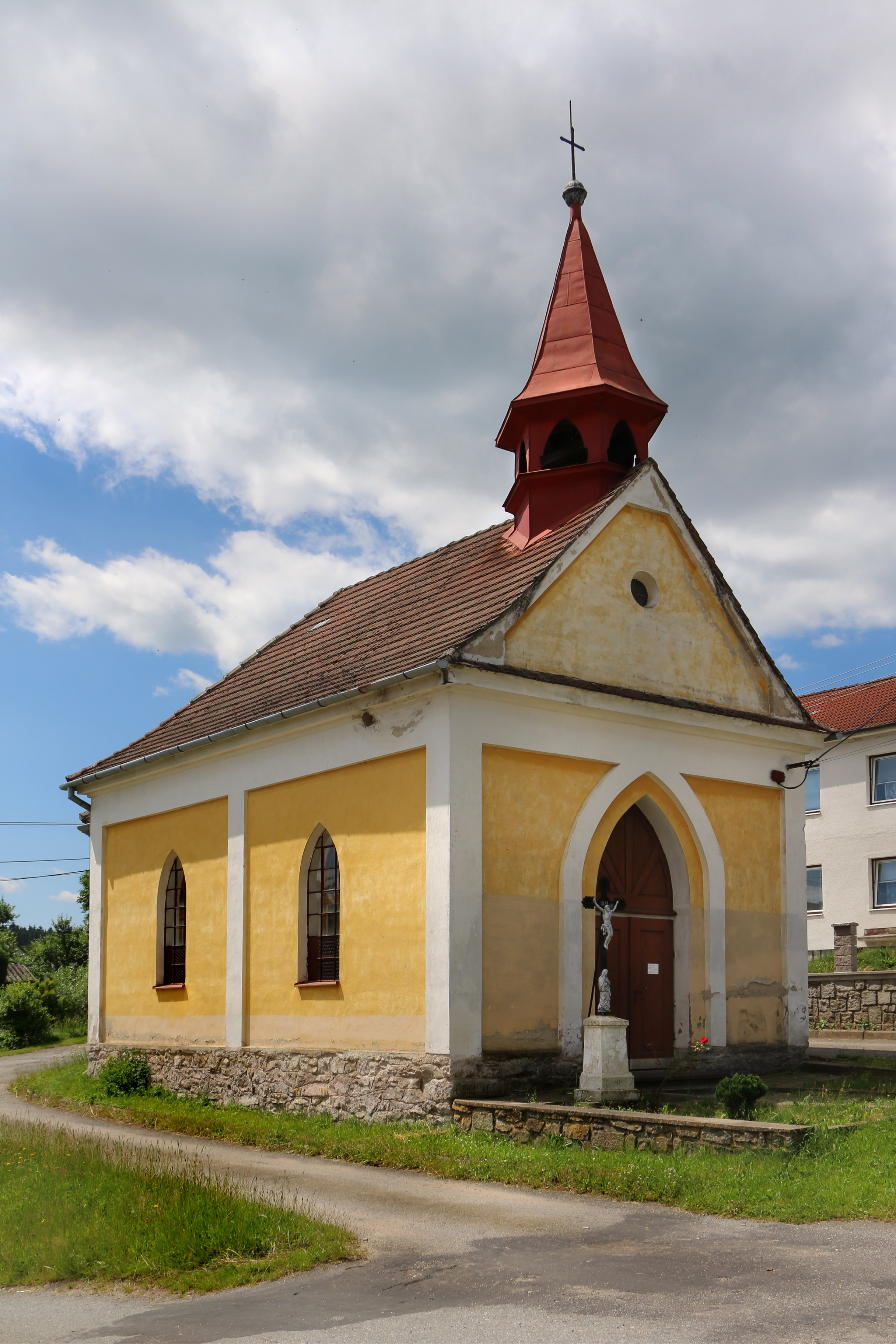
Kaple Nejsvětějšího Vykupitele
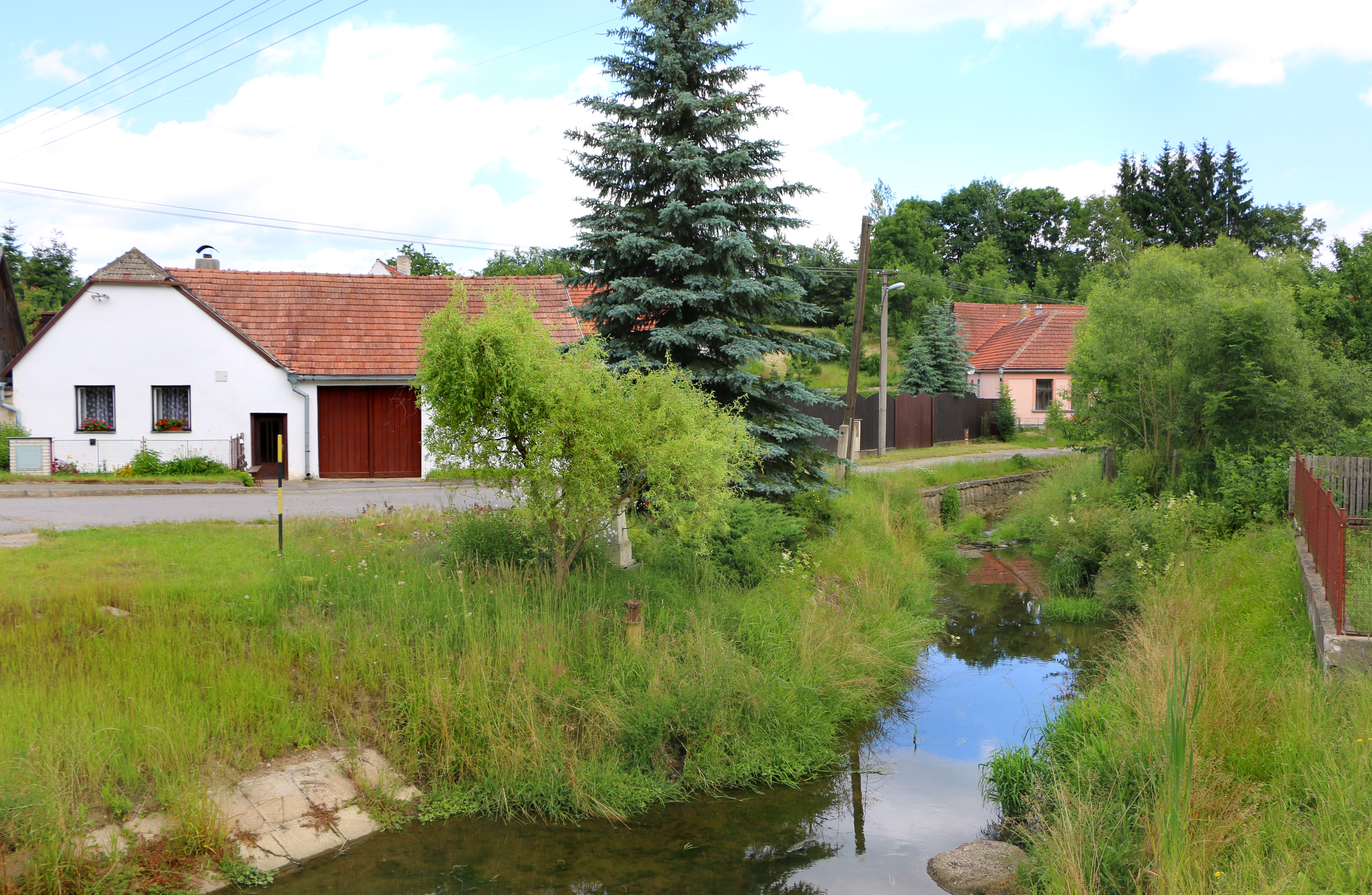
Karlínský potok